# Nuoto ai campionati mondiali di nuoto 2015 - 100 metri dorso maschili
La gara dei 100 metri dorso maschili si è svolta il 3 e 4 agosto 2015 presso la Kazan Arena e vi hanno preso parte 70 atleti provenienti da 60 nazioni. Le batterie e le semifinali si sono svolte, rispettivamente, la mattina e al sera del 3 agosto, mentre la finale ha avuto luogo la sera del 4 agosto.

## Medaglie
| Posizione | Atleta          | Paese       |
| --------- | --------------- | ----------- |
| Oro       | Mitch Larkin    | Australia   |
| Argento   | Camille Lacourt | Francia     |
| Bronzo    | Matt Grevers    | Stati Uniti |

## Record
Prima della manifestazione il record del mondo (WR) e il record dei campionati (CR) erano i seguenti.
| Record mondiale       | 51"94 | Aaron Peirsol Stati Uniti | 8 luglio 2009 Indianapolis, Stati Uniti |
| Record dei campionati | 52"19 | Aaron Peirsol Stati Uniti | 2 agosto 2009 Roma, Italia              |

## Risultati

### Batterie
| Posizione | Batteria | Corsia | Atleta                 | Nazionalità             | Tempo   | Note  |
| --------- | -------- | ------ | ---------------------- | ----------------------- | ------- | ----- |
| 1         | 6        | 5      | Mitch Larkin           | Australia               | 52.50   | Q, OC |
| 2         | 7        | 4      | Matt Grevers           | Stati Uniti             | 53.21   | Q     |
| 3         | 6        | 4      | Xu Jiayu               | Cina                    | 53.29   | Q     |
| 4         | 6        | 6      | Liam Tancock           | Regno Unito             | 53.35   | Q     |
| 5         | 7        | 5      | Ryōsuke Irie           | Giappone                | 53.37   | Q     |
| 6         | 6        | 3      | Guilherme Guido        | Brasile                 | 53.57   | Q     |
| 7         | 5        | 4      | Chris Walker-Hebborn   | Regno Unito             | 53.64   | Q     |
| 8         | 5        | 2      | Grigorij Tarasevič     | Russia                  | 53.69   | Q     |
| 9         | 7        | 3      | Evgenij Rylov          | Russia                  | 53.74   | Q     |
| 10        | 6        | 1      | Jan-Philip Glania      | Germania                | 53.78   | Q     |
| 11        | 7        | 6      | Simone Sabbioni        | Italia                  | 53.83   | Q     |
| 12        | 5        | 3      | Jérémy Stravius        | Francia                 | 53.92   | Q     |
| 12        | 6        | 2      | Camille Lacourt        | Francia                 | 53.92   | Q     |
| 12        | 7        | 7      | Yakov Toumarkin        | Israele                 | 53.92   | Q     |
| 15        | 5        | 6      | Ben Treffers           | Australia               | 54.00   | Q     |
| 16        | 5        | 5      | David Plummer          | Stati Uniti             | 54.06   | Q     |
| 17        | 7        | 2      | Masaaki Kaneko         | Giappone                | 54.19   |       |
| 18        | 5        | 1      | Radosław Kawęcki       | Polonia                 | 54.20   |       |
| 19        | 6        | 8      | Tomasz Polewka         | Polonia                 | 54.26   |       |
| 20        | 5        | 9      | Li Guangyuan           | Cina                    | 54.34   |       |
| 21        | 7        | 9      | Quah Zheng Wen         | Singapore               | 54.40   | NR    |
| 22        | 7        | 0      | Corey Main             | Nuova Zelanda           | 54.51   |       |
| 23        | 4        | 4      | Gábor Balog            | Ungheria                | 54.65   |       |
| 24        | 7        | 8      | Christian Diener       | Germania                | 54.75   |       |
| 25        | 6        | 0      | Park Seon-kwan         | Corea del Sud           | 54.80   |       |
| 26        | 6        | 7      | Christopher Ciccarese  | Italia                  | 54.81   |       |
| 26        | 6        | 9      | Juan Rando             | Spagna                  | 54.81   |       |
| 28        | 5        | 0      | Danas Rapšys           | Lituania                | 54.86   |       |
| 29        | 5        | 7      | Russell Wood           | Canada                  | 54.90   |       |
| 30        | 4        | 3      | Robert Glinţă          | Romania                 | 55.07   |       |
| 31        | 7        | 1      | Apostolos Christou     | Grecia                  | 55.10   |       |
| 32        | 4        | 1      | Ralf Tribuntsov        | Estonia                 | 55.13   | NR    |
| 33        | 4        | 0      | Dylan Carter           | Trinidad e Tobago       | 55.24   |       |
| 34        | 4        | 5      | Lavrans Solli          | Norvegia                | 55.28   |       |
| 35        | 5        | 8      | Pavel Sankovič         | Bielorussia             | 55.79   |       |
| 36        | 3        | 3      | Mohamed Hussein        | Egitto                  | 55.85   |       |
| 37        | 3        | 8      | Rexford Tullius        | Isole Vergini Americane | 55.88   |       |
| 38        | 4        | 7      | Omar Pinzón            | Colombia                | 55.90   |       |
| 39        | 3        | 4      | Lukas Rauftlin         | Svizzera                | 56.11   |       |
| 40        | 4        | 6      | Janis Šaltans          | Lettonia                | 56.15   |       |
| 41        | 3        | 6      | Ryan Pini              | Papua Nuova Guinea      | 56.39   |       |
| 41        | 4        | 9      | I Gede Siman Sudartawa | Indonesia               | 56.39   |       |
| 43        | 3        | 5      | Doruk Tekin            | Turchia                 | 56.57   |       |
| 44        | 4        | 8      | Lê Nguyễn Paul         | Vietnam                 | 56.95   |       |
| 45        | 3        | 7      | Petar Petrović         | Serbia                  | 57.44   |       |
| 46        | 2        | 6      | Timothy Wynter         | Giamaica                | 57.47   |       |
| 47        | 2        | 2      | Boris Kirillov         | Azerbaigian             | 57.50   |       |
| 48        | 3        | 9      | Martin Zhelev          | Bulgaria                | 57.55   |       |
| 49        | 2        | 3      | Merdan Atayev          | Turkmenistan            | 57.57   |       |
| 50        | 3        | 0      | Charles Hockin         | Paraguay                | 57.84   |       |
| 51        | 2        | 1      | David van der Colff    | Botswana                | 57.95   |       |
| 52        | 3        | 1      | Jamal Chavoshifar      | Iran                    | 58.75   |       |
| 53        | 1        | 5      | Eisner Barbarena       | Nicaragua               | 58.95   |       |
| 54        | 2        | 5      | Ngou Pok Man           | Macao                   | 59.12   |       |
| 55        | 2        | 0      | Jean Gómez             | Rep. Dominicana         | 59.69   |       |
| 56        | 2        | 9      | Lushano Lamprecht      | Namibia                 | 59.77   |       |
| 57        | 1        | 4      | Hamdan Bayusuf         | Kenya                   | 1:00.07 |       |
| 58        | 2        | 8      | Driss Lahrichi         | Marocco                 | 1:00.42 |       |
| 59        | 1        | 3      | Adel El-Fakir          | Libano                  | 1:00.84 |       |
| 60        | 2        | 7      | Yaaqoub Al-Saadi       | Emirati Arabi Uniti     | 1:01.04 |       |
| 61        | 1        | 2      | Mohammed Bedour        | Giordania               | 1:02.33 |       |
| 62        | 1        | 7      | Mohammad Ahmed         | Bangladesh              | 1:04.28 |       |
| 63        | 1        | 1      | Faraj Saleh            | Bahrein                 | 1:04.94 |       |
| 64        | 1        | 8      | Noah Al-Khulaifi       | Qatar                   | 1:05.36 |       |
| 65        | 1        | 6      | Arnold Kisulo          | Uganda                  | 1:06.14 |       |
| 66        | 1        | 0      | Temaruata Strickland   | Isole Cook              | 1:10.89 |       |
| 67        | 1        | 9      | Htut Ahnt Khaung       | Birmania                | 1:12.90 |       |
|           | 2        | 4      | Daniel Ramírez         | Messico                 | DNS     |       |
|           | 4        | 2      | Albert Subirats        | Venezuela               | DNS     |       |
|           | 3        | 2      | Armando Barrera        | Cuba                    | DSQ     |       |

### Semifinali
| Posizione | Semifinale | Corsia | Atleta               | Nazionalità | Tempo | Note  |
| --------- | ---------- | ------ | -------------------- | ----------- | ----- | ----- |
| 1         | 2          | 4      | Mitch Larkin         | Australia   | 52.38 | Q, OC |
| 2         | 2          | 1      | Camille Lacourt      | Francia     | 52.70 | Q     |
| 3         | 1          | 4      | Matt Grevers         | Stati Uniti | 52.73 | Q     |
| 4         | 2          | 3      | Ryōsuke Irie         | Giappone    | 53.13 | Q     |
| 5         | 2          | 2      | Evgenij Rylov        | Russia      | 53.14 | Q     |
| 6         | 2          | 5      | Xu Jiayu             | Cina        | 53.15 | Q     |
| 7         | 1          | 5      | Liam Tancock         | Regno Unito | 53.19 | Q     |
| 8         | 2          | 6      | Chris Walker-Hebborn | Regno Unito | 53.39 | Q     |
| 9         | 1          | 8      | David Plummer        | Stati Uniti | 53.54 |       |
| 10        | 2          | 7      | Simone Sabbioni      | Italia      | 53.60 |       |
| 11        | 1          | 6      | Grigorij Tarasevič   | Russia      | 53.64 |       |
| 12        | 1          | 1      | Yakov Toumarkin      | Israele     | 53.77 |       |
| 13        | 1          | 2      | Jan-Philip Glania    | Germania    | 53.78 |       |
| 14        | 1          | 3      | Guilherme Guido      | Brasile     | 53.88 |       |
| 15        | 1          | 7      | Jérémy Stravius      | Francia     | 54.54 |       |
|           | 2          | 8      | Ben Treffers         | Australia   | DSQ   |       |

### Finale
| Posizione | Corsia | Atleta               | Nazionalità | Tempo | Note |
| --------- | ------ | -------------------- | ----------- | ----- | ---- |
|           | 4      | Mitch Larkin         | Australia   | 52.40 |      |
|           | 5      | Camille Lacourt      | Francia     | 52.48 |      |
|           | 3      | Matt Grevers         | Stati Uniti | 52.66 |      |
| 4         | 7      | Xu Jiayu             | Cina        | 52.89 |      |
| 5         | 8      | Chris Walker-Hebborn | Regno Unito | 53.02 |      |
| 6         | 6      | Ryōsuke Irie         | Giappone    | 53.10 |      |
| 7         | 2      | Evgenij Rylov        | Russia      | 53.23 |      |
| 8         | 1      | Liam Tancock         | Regno Unito | 53.37 |      |